# OK Liga 2022-23
La OK Liga 2022-23 fue la 54.ª edición del torneo de primer nivel del campeonato español de hockey sobre patines en categoría masculina. Estuvo organizado por la Real Federación Española de Patinaje.

## Sistema de competición
La Competición la disputan catorce (14) equipos en dos Fases. Una Primera Fase que consta de una Liga Regular todos contra todos a dos vueltas. A continuación se jugará una Segunda Fase en la que los ocho (8) equipos mejor clasificados jugarán un Play Off para el título y otro play off para definir 9.º y 10.º ya que la novena plaza tiene acceso a WS Cup.
Los equipos clasificados en 11.º y 12.º lugar jugarán un Play Out a tres partidos. El vencedor de este Play Out mantiene la categoría y el perdedor de este Play Out desciende a OK Liga Plata. El factor PISTA lo tendrá el equipo clasificado en 11.º lugar
al finalizar la Liga Regular.Los equipos clasificados en 13.º y 14.º lugar descenderán a OK Liga Plata.

## Equipos
| Equipo                      | Localidad                | Pabellón                                                | Temporada anterior |
| --------------------------- | ------------------------ | ------------------------------------------------------- | ------------------ |
| Fútbol Club Barcelona       | Barcelona                | Palau Blaugrana                                         | OK Liga            |
| Hockey Club Liceo           | La Coruña                | Palacio de los Deportes de Riazor                       | OK Liga            |
| Club Patí Calafell          | Calafell                 | Pabellón Joan Ortoll                                    |                    |
| Reus Deportiu               | Reus                     | Palacio de Deportes Reus Deportiu                       |                    |
| Club Esportiu Noia          | San Sadurní de Noya      | Pabellón Olímpico del Ateneo                            |                    |
| CE Lleida Llista Blava      | Lérida                   | Pabellón 11 de Setembre                                 |                    |
| Igualada Hoquei Club        | Igualada                 | Polideportivo Les Comes                                 |                    |
| Patín Alcodiam Salesiano    | Alcoy                    | Polideportivo Municipal Francisco Laporta               |                    |
| Club Hoquei Caldes          | Caldas de Montbui        | La Torre Roja                                           |                    |
| Club Patí Voltregà          | San Hipólito de Voltregá | Pabellón Municipal de Deportes                          |                    |
| Girona Club de Hoquei       | Gerona                   | Pabellón de Palau II                                    |                    |
| CE Arenys de Munt           | Arenys de Munt           | Pavelló Municipal d'Esports                             |                    |
| Patí Hoquei Club Sant Cugat | San Cugat del Vallés     | Rambla del Celler - Pabellón II                         |                    |
| Club Patí Vilafranca        | Villafranca del Panadés  | Pabellón Municipal de Hockey de Villafranca del Panadés |                    |

## Liga regular
|                                                                   | Equipo                        | Puntos | J  | G  | E | P  | GF  | GC  | DG  |
| ----------------------------------------------------------------- | ----------------------------- | ------ | -- | -- | - | -- | --- | --- | --- |
| 1                                                                 | Fútbol Club Barcelona         | 74     | 26 | 24 | 2 | 0  | 154 | 42  | 112 |
| 2                                                                 | Deportivo Liceo               | 59     | 26 | 19 | 2 | 5  | 106 | 55  | 51  |
| 3                                                                 | Parlem Calafell               | 54     | 26 | 17 | 3 | 6  | 88  | 74  | 14  |
| 4                                                                 | Reus Deportiu Virginias       | 52     | 26 | 16 | 4 | 6  | 88  | 69  | 19  |
| 5                                                                 | CE Noia Freixenet             | 52     | 26 | 16 | 4 | 6  | 97  | 68  | 29  |
| 6                                                                 | Finques Prats Lleida          | 36     | 26 | 11 | 3 | 12 | 82  | 88  | -6  |
| 7                                                                 | Igualada Rigat HC             | 33     | 26 | 10 | 3 | 13 | 84  | 90  | -6  |
| 8                                                                 | PAS Alcoy                     | 33     | 26 | 10 | 3 | 13 | 80  | 80  | 0   |
| 9                                                                 | Recam Làser CH Caldes         | 32     | 26 | 9  | 5 | 12 | 83  | 108 | -25 |
| 10                                                                | CP Voltregà Stern Motor       | 28     | 26 | 9  | 1 | 16 | 78  | 91  | -13 |
| 11                                                                | Garatge Plana Girona CH       | 21     | 26 | 5  | 6 | 15 | 48  | 83  | -35 |
| 12                                                                | CE Arenys de Munt Solartradex | 19     | 26 | 5  | 4 | 17 | 59  | 106 | -47 |
| 13                                                                | Solideo PHC Sant Cugat        | 17     | 26 | 4  | 5 | 17 | 58  | 97  | -39 |
| 14                                                                | Digittecnic CP Vilafranca     | 12     | 26 | 3  | 3 | 20 | 55  | 109 | -54 |
| Fuente: Federación Española de Patinaje; actualización automática |                               |        |    |    |   |    |     |     |     |

## Playoff

### Playoffpor el campeonato
|  | Cuartos de final | Cuartos de final        | Cuartos de final  | Cuartos de final  |   |                 | Semifinales     | Semifinales | Semifinales | Semifinales | Semifinales |  |       | Final | Final | Final | Final | Final |  |
|  |                  |                         |                   |                   |   |                 |                 |             |             |             |             |  |       |       |       |       |       |       |  |
|  |                  |                         |                   |                   |   |                 |                 |             |             |             |             |  |       |       |       |       |       |       |  |
|  | 1.º              | Barça                   | 11                | 4                 |   |                 |                 |             |             |             |             |  |       |       |       |       |       |       |  |
|  | 1.º              | Barça                   | 11                | 4                 |   |                 |                 |             |             |             |             |  |       |       |       |       |       |       |  |
|  | 8.º              | PAS Alcoy               | 1                 | 3                 |   |                 |                 |             |             |             |             |  |       |       |       |       |       |       |  |
|  | 8.º              | PAS Alcoy               | 1                 | 3                 |   | Barça           | Barça           | 5           | 5           | 4           |             |  |       |       |       |       |       |       |  |
|  |                  |                         |                   |                   |   | Barça           | Barça           | 5           | 5           | 4           |             |  |       |       |       |       |       |       |  |
|  |                  |                         | CE Noia Freixenet | CE Noia Freixenet | 3 | 3               | 2 (2)           |             |             |             |             |  |       |       |       |       |       |       |  |
|  | 4.º              | Reus Deportiu Virginias | CE Noia Freixenet | CE Noia Freixenet | 3 | 3               | 2 (2)           | 4           | 4           |             |             |  |       |       |       |       |       |       |  |
|  | 4.º              | Reus Deportiu Virginias |                   |                   |   |                 |                 |             |             |             |             |  |       |       |       |       |       |       |  |
|  | 5.º              | CE Noia Freixenet       | 5                 | 7                 |   |                 |                 |             |             |             |             |  |       |       |       |       |       |       |  |
|  | 5.º              | CE Noia Freixenet       | 5                 | 7                 |   |                 |                 |             |             |             |             |  | Barça | Barça | 5     | 4     | 6     |       |  |
|  |                  |                         |                   |                   |   |                 |                 |             |             |             |             |  | Barça | Barça | 5     | 4     | 6     |       |  |
|  |                  |                         | Deportivo Liceo   | Deportivo Liceo   | 1 | 1               | 3               |             |             |             |             |  |       |       |       |       |       |       |  |
|  | 2.º              | Deportivo Liceo         | Deportivo Liceo   | Deportivo Liceo   | 1 | 1               | 3               | 5           | 7           |             |             |  |       |       |       |       |       |       |  |
|  | 2.º              | Deportivo Liceo         |                   |                   |   |                 |                 |             |             |             |             |  |       |       |       |       |       |       |  |
|  | 7.º              | Igualada Rigat HC       | 4                 | 1                 |   |                 |                 |             |             |             |             |  |       |       |       |       |       |       |  |
|  | 7.º              | Igualada Rigat HC       | 4                 | 1                 |   | Deportivo Liceo | Deportivo Liceo | 4           | 4           | 2 (3)       |             |  |       |       |       |       |       |       |  |
|  |                  |                         |                   |                   |   | Deportivo Liceo | Deportivo Liceo | 4           | 4           | 2 (3)       |             |  |       |       |       |       |       |       |  |
|  |                  |                         | Parlem Calafell   | Parlem Calafell   | 3 | 1               | 2               |             |             |             |             |  |       |       |       |       |       |       |  |
|  | 3.º              | Parlem Calafell         | Parlem Calafell   | Parlem Calafell   | 3 | 1               | 2               | 7           | 4           |             |             |  |       |       |       |       |       |       |  |
|  | 3.º              | Parlem Calafell         |                   |                   |   |                 |                 |             |             |             |             |  |       |       |       |       |       |       |  |
|  | 6.º              | Finques Prats Lleida    | 5                 | 1                 |   |                 |                 |             |             |             |             |  |       |       |       |       |       |       |  |
|  | 6.º              | Finques Prats Lleida    | 5                 | 1                 |   |                 |                 |             |             |             |             |  |       |       |       |       |       |       |  |
|  |                  |                         |                   |                   |   |                 |                 |             |             |             |             |  |       |       |       |       |       |       |  |

### Playoff9.º y 10.º
|  | Final |                         |   |   |  |
|  |       |                         |   |   |  |
|  | 9.º   | Recam Làser CH Caldes   | 1 | 4 |  |
|  | 9.º   | Recam Làser CH Caldes   | 1 | 4 |  |
|  | 10.º  | CP Voltregà Stern Motor | 3 | 5 |  |
|  | 10.º  | CP Voltregà Stern Motor | 3 | 5 |  |

### Playoutpor la permanencia
|  | Final |                               |   |   |  |
|  |       |                               |   |   |  |
|  | 11.º  | Garatge Plana Girona CH       | 3 | 2 |  |
|  | 11.º  | Garatge Plana Girona CH       | 3 | 2 |  |
|  | 12.º  | CE Arenys de Munt Solartradex | 2 | 0 |  |
|  | 12.º  | CE Arenys de Munt Solartradex | 2 | 0 |  |